# Cyathea hymenodes
Cyathea hymenodes là một loài dương xỉ trong họ Cyatheaceae. Loài này được Mett. mô tả khoa học đầu tiên năm 1863.
Danh pháp khoa học của loài này chưa được làm sáng tỏ. 